# Tyska flyktingars tidsfördrif
Tyska flyktingars tidsfördrif (tyska Unterhaltungen deutscher Ausgewanderten) är en novellsamling med ramberättelse i Boccaccios stil av Johann Wolfgang Goethe. Den svenska översättningen utkom 1813.